# Nehringen

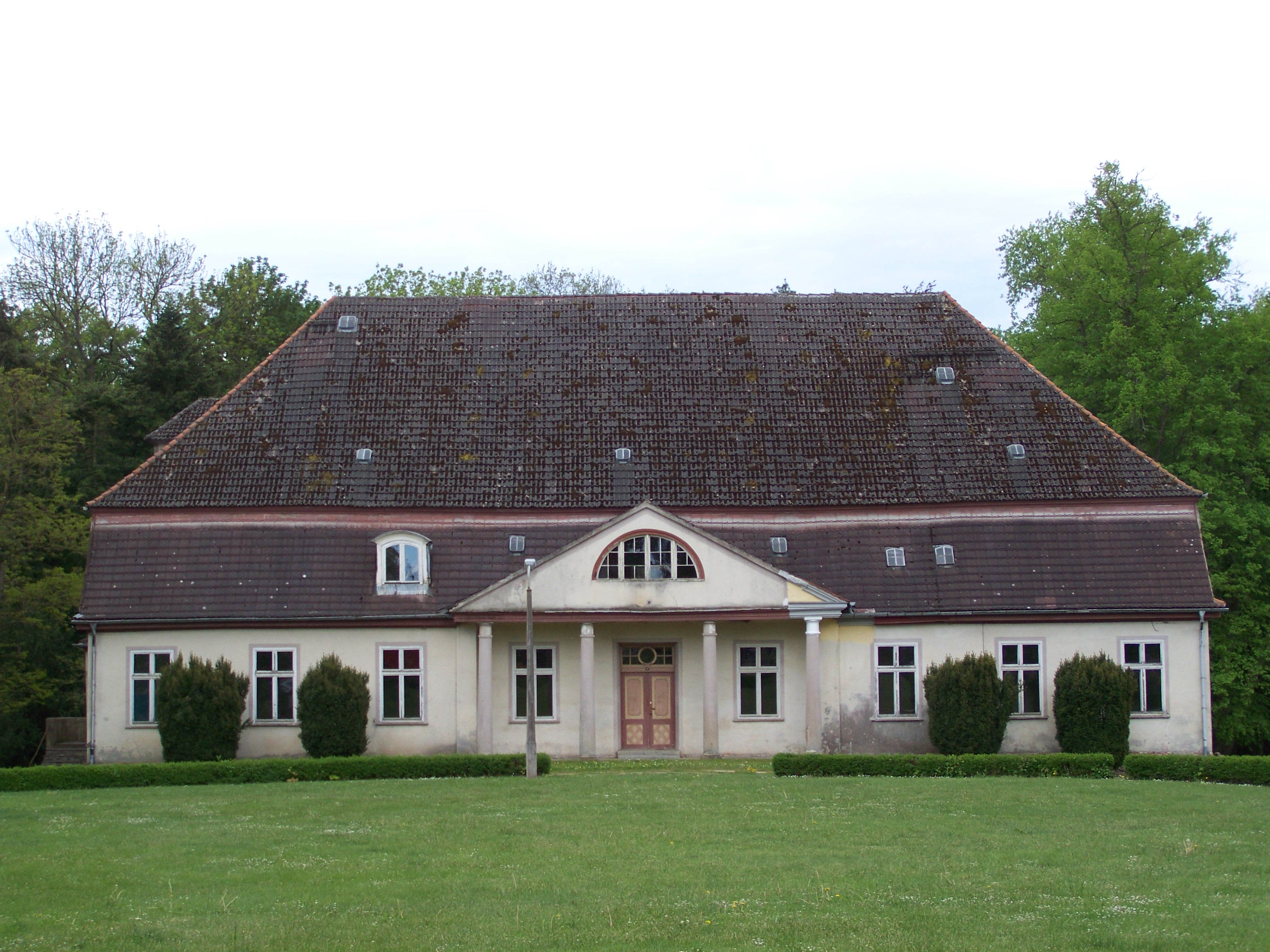
Gutshaus Nehringen in Vorpommern, Aufnahme von 2009

Nehringen ist ein Ortsteil der Gemeinde Grammendorf im Landkreis Vorpommern-Rügen in Mecklenburg-Vorpommern.

## Geografie

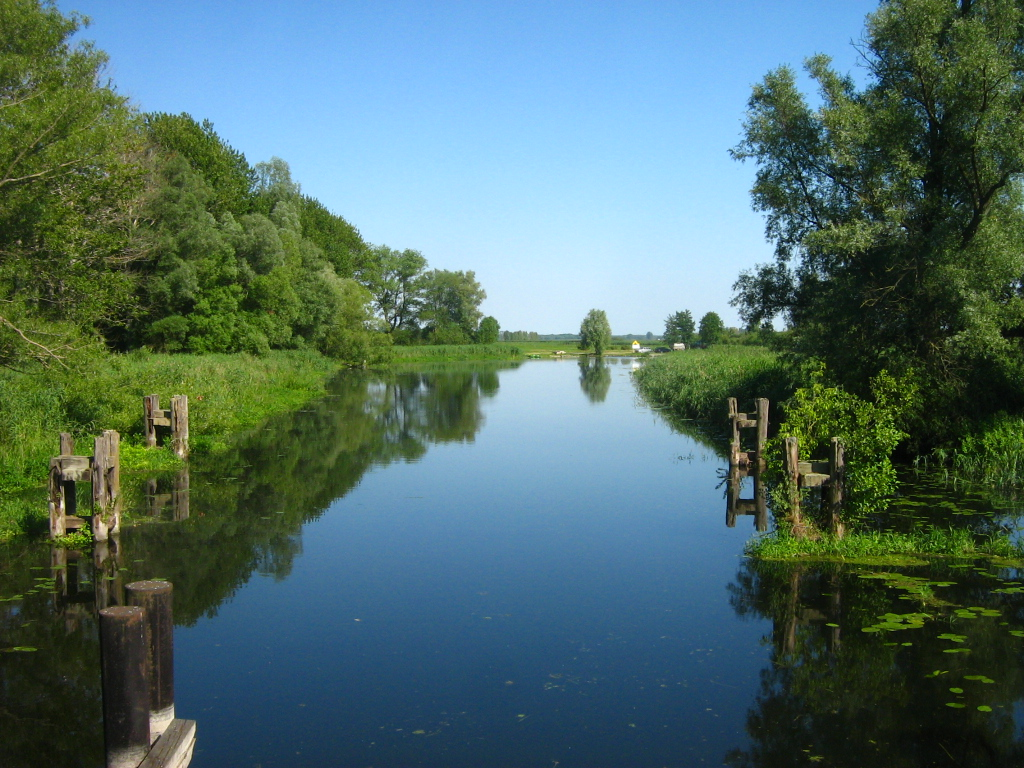
Die Trebel bei Nehringen

Das Dorf befindet sich etwa 18 Kilometer südwestlich von Grimmen und 17 Kilometer nordwestlich von Demmin am Fluss Trebel, der hier die historische Grenze zwischen Mecklenburg und Pommern bildete und jetzt die Landkreise Vorpommern-Rügen und Mecklenburgische Seenplatte trennt. Der Ortskern liegt etwa 8 m ü. NHN. Das Gelände fällt zur Trebel hin auf Höhen nur knapp über dem Meeresspiegelniveau ab.

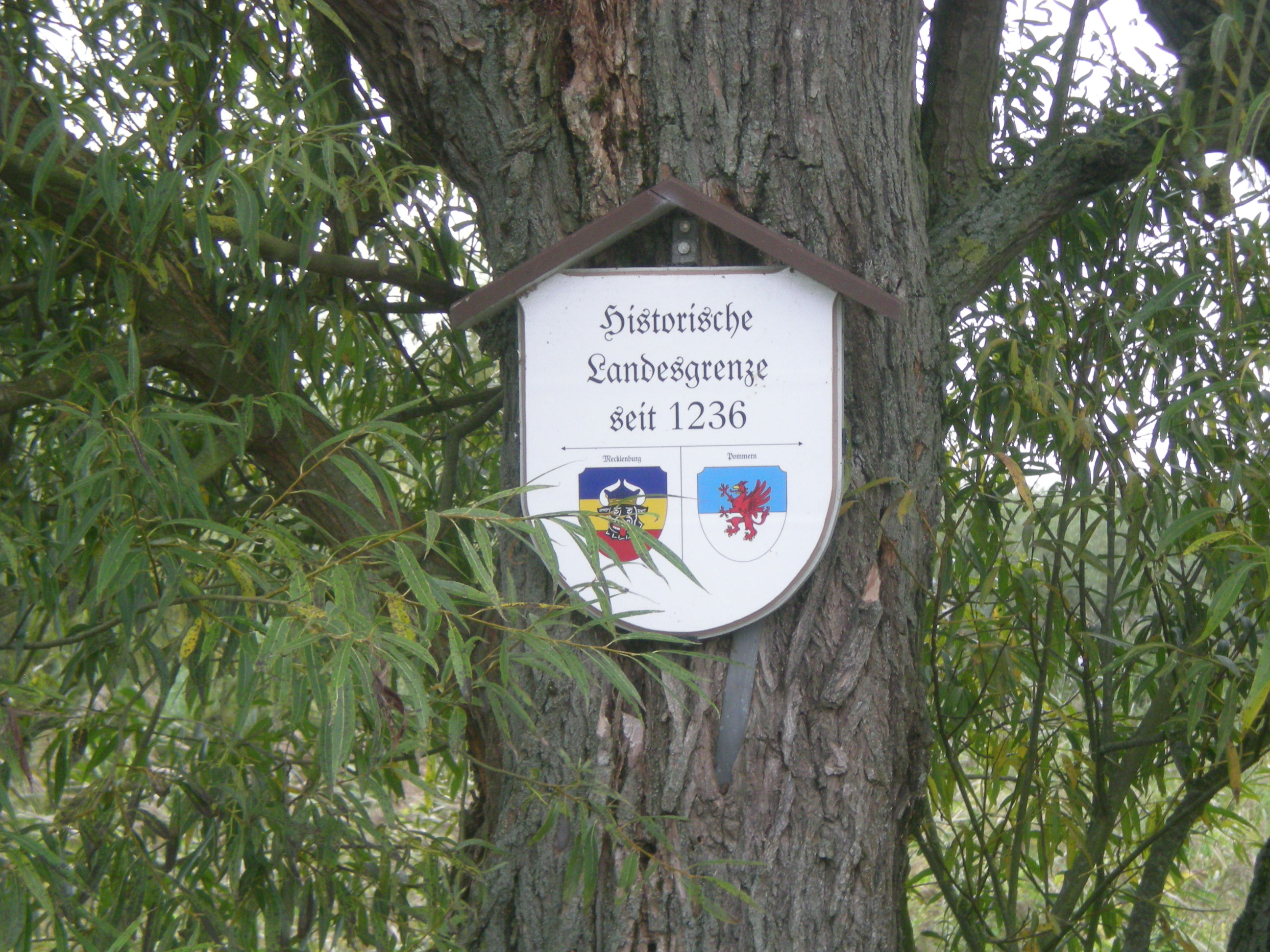
Hinweisschild auf die historische Grenze zwischen Mecklenburg und Pommern bei der Klappbrücke über die Trebel

Die südliche Umgebung ist geprägt durch die feuchten und sumpfigen Niederungen entlang der Flussläufe der Trebel und des Roten Brückengrabens. Nach Norden überwiegt die ackerbauliche Bewirtschaftung der Flächen. Westlich und östlich gibt es kleinere Waldflächen.

## Geschichte

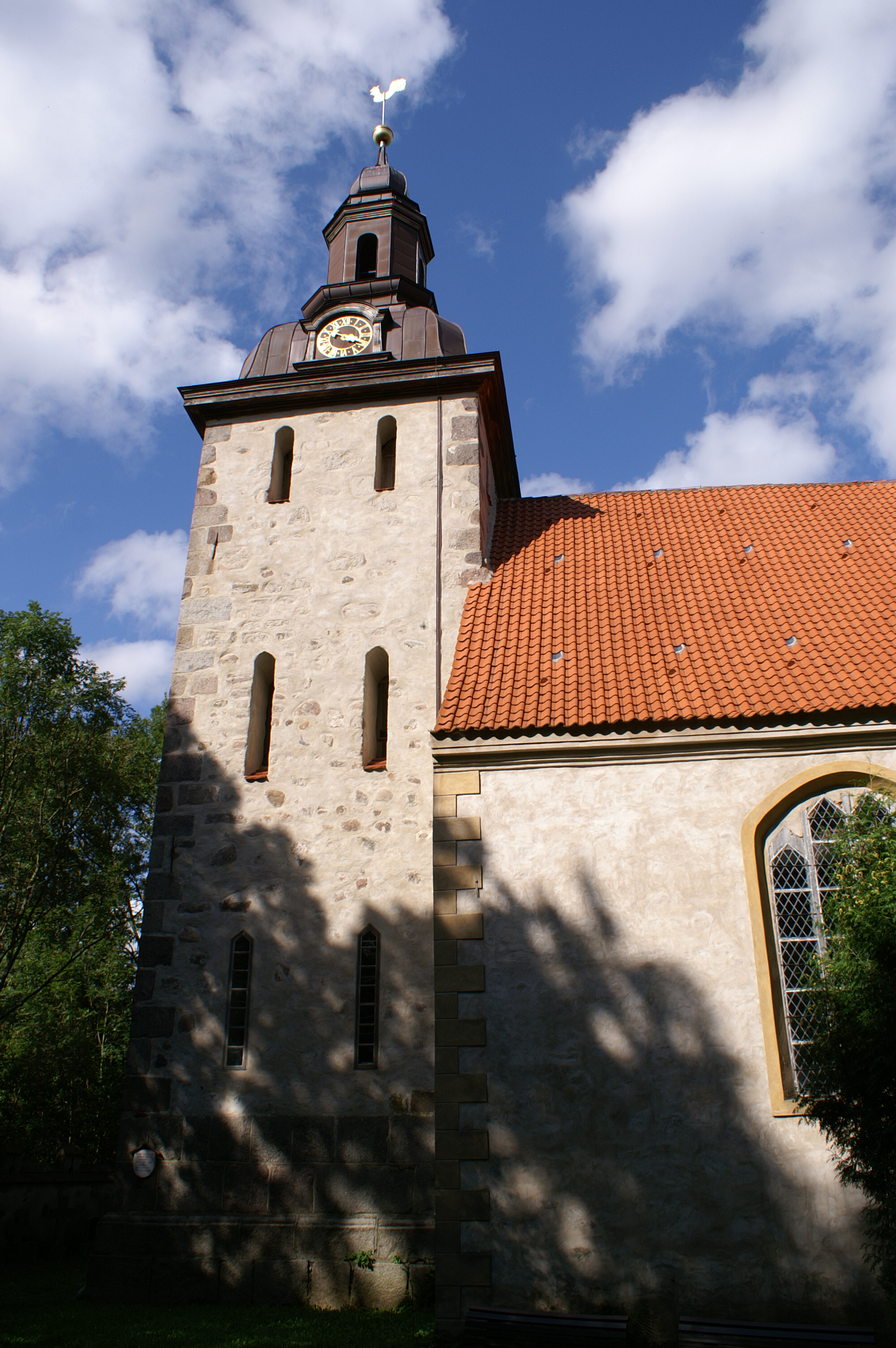
St.-Andreas-Kirche in Nehringen

Der Ort Nehringen wurde erst relativ spät, 1387, das erste Mal urkundlich erwähnt. Ältestes erhaltenes Bauwerk ist ein wohl als Grenzburg an der Trebel um 1330 angelegter Bergfried, über einem hohen Feldsteinsockel in Backstein ausgeführt. Die Entstehungszeit der im Kern spätgotischen St. Andreaskirche wird mit ca. 1350 angegeben, die heutige äußere Erscheinung datiert aus der Zeit um 1600, die Ausstattung stammt aus der ersten Hälfte des 18. Jahrhunderts.
Besitzer von Nehringen und zahlreicher anderer Orte in der Umgebung war die adlige Familie von Buggenhagen. Sie bekleideten seit dem Spätmittelalter auch das erbliche Amt des Landmarschalls im Herzogtum Pommern-Wolgast, wie es seit den Teilungen von 1368/72 entstanden war, also Vorpommern einschließlich Rügen und Usedom bis zur Peene. Bekannt wurde u. a. der Landmarschall Degener Buggenhagen, der 1417 als Oberhaupt des Regentschaftsrates für die unmündigen Prinzen Wartislaw IX., Barnim VII., Barnim VIII. und Swantibor II. den Günstling der Herzoginwitwe Agnes, Kurt Bonow, erschlug und dafür später auf Anstiften der Herzoginwitwe von Henneke Behr vor den Augen des Prinzen Wartislaw IX. getötet wurde. 1498 erwirkte ein anderer Degener Buggenhagen, der Herzog Bogislaw X. auf dessen Reise nach Jerusalem begleitet hatte, die Erhebung der bisherigen Kapelle zu Nehringen zur Pfarrkirche.
Im 16. Jahrhundert befand sich Nehringen längere Zeit im Pfandbesitz der Familie von Maltzahn, kam dann aber wieder an die Buggenhagen zurück. Letzter Besitzer aus dieser Familie war der am 4. Mai 1652 verstorbene Landmarschall Andreas Buggenhagen. In den folgenden Jahrzehnten wechselten die Besitzer häufig. Zudem kam es zu einer Aufteilung zwischen den Inhabern der Lehnrechte und dem tatsächlichen Besitz der Güter und ihrer Nutzung. Bereits am 27. Februar 1647, also noch vor dem Tod des letzten Buggenhagen, erhielt Caspar Otto Sperling, schwedischer Generalmajor der Infanterie und Gouverneur von Halland, von Königin Christina die Anwartschaft auf die Nehringer Güter.
Tatsächlicher Besitzer der Nehringschen Güter war seit den 1660er Jahren der aus Brandenburg stammende Freiherr Jacob von Pfuel, der sie den Söhnen des Generals Sperling pfandweise abgekauft hatte. Er besaß sie noch zur Zeit der schwedischen Landesaufnahme 1697 und gab ihren Umfang wie folgt an: „Der Rittersitz Nähringen, wie auch die Ackerwerck (Gutshöfe) Dorow, Veskow (Fäsekow), worin Teuffelstorff einige Jarten hat, Wiecke [Übelwieck, jetzt eine Wüstung bei Camper], item die Baurdörffer Glevitz, Langenfeld undt Camper gehören mir ganz zu. In Janickendorf soll ich haben 10 Baurhufen, in Borstdorff (Bauersdorf, heute Keffenbrink) 8 Bauleute undt 3 Coßaten. In Baßendorff soll ich haben 4 Coßatenhöffe. In Medrow soll ich haben 4 Hufen 11 Morgen Ritterhufen, 9 Baurhufen wie auch 4 Coßatenstellen mitt ihren Aeckern.“
Bei der Familie Sperling verblieben die Lehnrechte noch lange Zeit. Über den Freiherrn Otto Wilhelm Löwen kamen sie 1708 an den Freiherrn Hans Isaac Ridderhielm, schwedischer Generalleutnant und Gouverneur von Wismar. Zwar konnte er auch die eigentlichen Inhaber des Gutes auszahlen und den Besitz tatsächlich antreten, doch starb er bald und am 23. August 1711 belehnte Karl XII. von Schweden in seinem türkischen Exil in Bender den Freiherrn Johan August Meyerfeld den Älteren mit Nehringen. Mit den Meyerfelds kam eine gewisse Stetigkeit in den Besitz der Güter, denn auch Meyerfelds gleichnamiger Sohn folgte dem Vater. Dieser war seit 1711 Gouverneur, seit 1713 Generalgouverneur von Schwedisch-Pommern und 1714 in den erblichen Grafenstand erhoben worden. Nach der dänischen Besetzung Vorpommerns während des Nordischen Krieges wurden die Güter eingezogen und dem dänischen Generalgouverneur Franz Joachim von Dewitz übergeben, jedoch erhielt sie Meyerfeld nach dem Krieg wieder zurück.
Nach dem Tod des Johann August Meyerfeld des Jüngeren im Jahre 1800 kamen die Güter an den Freiherrn Carl Dietrich Schoultz von Ascheraden und 1857 an die mit den Schoultz von Ascheraden verwandten Keffenbrinck. Der 1860 in den Freiherrenstand erhobene Wilhelm Friedrich Ernst von Keffenbrink nahm bei Übernahme der Güter den Namen Keffenbrinck-Ascheraden an und baute sich in Bauersdorf ein neues Herrenhaus. Der Ort erhielt daraufhin den Namen Keffenbrink. Nach dem kinderlosen Tod des Freiherrn von Keffenbrinck-Ascheraden kamen die inzwischen zu einem Familienfideikommiss umgewandelten Güter an die Familie von Pachelbel-Gehag. Durch die Hochzeit des August Heinrich von Pachelbel-Gehag mit Charlotte Freiin Schoultz von Ascheraden-Nehringen kam das Gut und der Name in ihren Besitz. Die Familie nannte sich fortan nach ihrer Erhebung in den Freiherrnstand 1908 von Pachelbel-Gehag-Ascheraden. Dies betraf Carl von Pachelbel-Gehag-Ascheraden (1859–1942), verheiratet mit Asta von Gerlach. Dann folgte ihr ältester Sohn, Dr. jur. Carl-Wolfgang von Pachelbel-Gehag-Ascheraden. Vater und Sohn waren Rechtsritter des Johanniterordens. Sie besaßen Keffenbrinck als Hauptgut mit den Nebengütern Nehringen, Dorow sowie Schutzforst (oftmals Nachfolgeeinrichtung eines Fideikommiss) Rodde mit der Försterei Camper, bis zur Enteignung im Zuge der Bodenreform im Herbst 1945. Nach der politischen Wende kam ein Angehöriger der Familie in den Ort zurück und bemüht sich seitdem um den Erhalt der Gutsanlage.
Die Nehringer St.-Andreas-Kirche befand sich in den 1970er Jahren baulich in einem desolaten Zustand, wurde deshalb 1978 baupolizeilich gesperrt und durch den Gemeindekirchenrat 1984 zum Abriss bestimmt. Die Rettung der Kirche ist Verdienst des Nehringers Klaus-Jürgen Bergemann (geb. 1940), der einer alteingesessenen Nehringer Küster-Familie entstammt. Bergemann begann 1985 im Alleingang mit der Restaurierung der Kirche, wobei er finanziell durch die Kirchengemeinden Eckernförde-Borby und St. John’s in Chambersburg/Pennsylvania, USA, unterstützt wurde. Später bekam er auch Hilfe von der örtlichen LPG und der DDR-Denkmalpflege. Die restaurierte Kirche wurde am 21. Juni 1992 wieder eingeweiht. Bei dieser Gelegenheit erhielt Bergemann aus Anerkennung seiner Arbeit als erster Träger in Mecklenburg-Vorpommern das Bundesverdienstkreuz. Durch Bergemanns Initiative wurde auch im alten Schul-, Küster- und Pfarrwitwenhaus ein Heimatmuseum eingerichtet.

## Gutsanlage

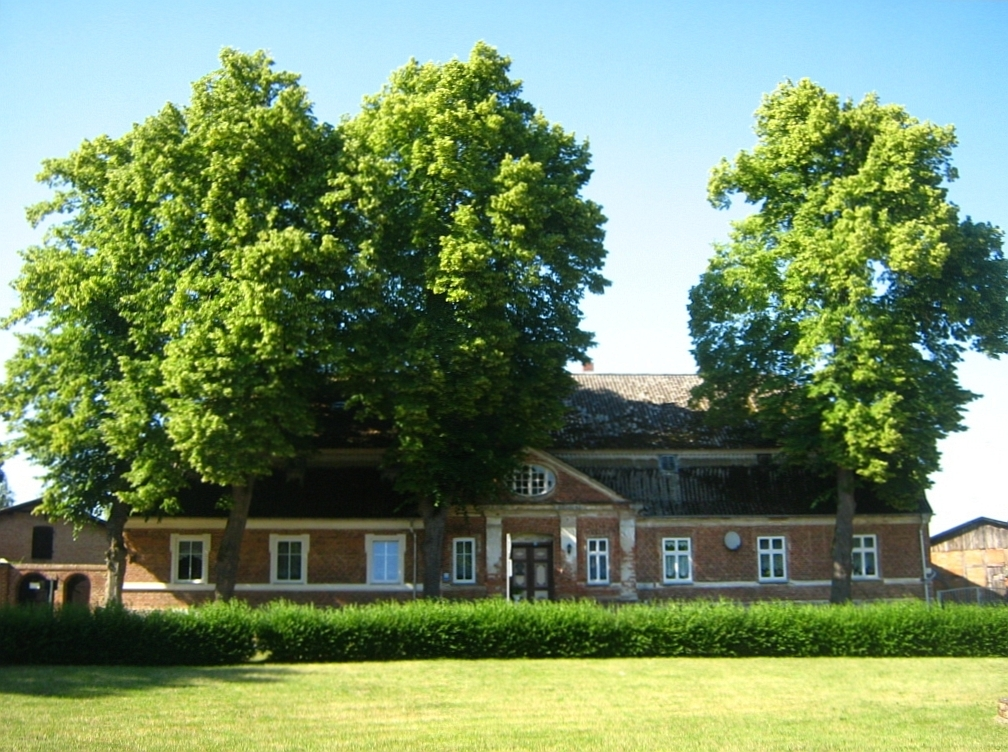
Wirtschaftshaus der Gutsanlage Nehringen, Aufnahme von 2008

Spätestens im 16. Jahrhundert verließen die Buggenhagen den Burgturm an der Trebel und errichteten eine Gutsanlage im Ort. Sie dürfte im Wesentlichen noch der auf der Karte der schwedischen Landesaufnahme von 1697 dargestellten entsprechen. Seine heutige Gestalt erhielt der Ortskern unter dem ersten Grafen Meyerfeld zu Beginn des 18. Jahrhunderts. Es handelt sich dabei um einige der ganz wenigen noch erhaltenen barocken Gebäudeensembles in Vorpommern. In die Umgestaltung wurde auch die Kirche mit einbezogen, die jetzt ihre barocke Außengestalt und Inneneinrichtung erhielt. Das Herrenhaus, welches vermutlich auf älteren Grundmauern steht, wurde zwischen 1780 und 1790 nochmals umgebaut und bekam dabei seine jetzige Gestalt. Zur Gutsanlage gehören auch zwei Kavalierhäuser, ein Wirtschaftshaus und eine Straßenzeile mit Wohnhäusern für die auf dem Gut Beschäftigten.

## Sehenswürdigkeiten
→ siehe auch Liste der Baudenkmale in Grammendorf
- Gutsanlage Nehringen
- Burgturm mit Park- und Wallanlage Nehringen, der sog. Fangelturm
- St.-Andreas-Kirche
- Klappbrücke über die Trebel
- Weiterhin stehen mehrere Gebäude in der Dorfstraße sowie die Dorfanlage mit Kopfsteinpflasterstraße und Allee unter Denkmalschutz.[6]
- Turmhügel Nehringen

## Söhne und Töchter des Ortes
- Andreas Buggenhagen (1583–1652), pommerscher Landmarschall und mecklenburg-güstrowscher Hofmarschall
- Johan August Meyerfeld (1664–1749), Generalgouverneur von Schwedisch-Pommern
- Thomas Neumann (* 1946), Schauspieler